# Драбища
Драбища, Дражище, Драгище, Драдіште — річка в Україні й Молдові. Права притока Раківця (басейн Дунаю).

## Опис
Довжина річки приблизно 65 км.

## Розташування
Бере початок у Сербичанах Сокирнянського району Чернівецької області. Тече переважно на південний захід територіями Бричанського й Єдинецького районів Молдови. На південному заході від Бринзенах впадає у річку Раковець, ліву притоку Пруту.
Населені пункти вздовж берегової смуги: Романківці, Олексіївка, Новоолексіївка, Булбоака, Требісеуць, Бурленешть.
Річку перетинає автошлях Р 63.

## Притоки
- Рогоза (права).